# Jesus Is King
Jesus Is King é o nono álbum de estúdio do rapper americano Kanye West. Foi lançado em 25 de outubro de 2019. West começou a gravar em agosto de 2018 e originalmente anunciou o álbum como Yandhi. O álbum perdeu duas datas de lançamento inicial em setembro e novembro de 2018 com o título original, antes de ser adiado indefinidamente. O álbum foi adiado pela terceira vez e chegou à data de lançamento em 25 de outubro de 2019.

## Lista de faixas
Lista de faixas e créditos adaptados do Tidal.
| N.º            | Título                                                         | Compositor(es) | Produtor(es)                                                                  | Duração |  |
| 1.             | "Every Hour" (feat. Sunday Service Choir)                      | Benjamin Scholefield Federico Vindver Kanye West                                                                                         | West Budgie Vindver                                                           | 1:52    |  |
| 2.             | "Selah"                                                        | Aaron Butts Bryant Bell Calbin Eubanks Curtis Eubanks Jahmal Gwin West                                                                   | West E*vax Vindver [a] BoogzDaBeast [a] Francis Starlite [b] Benny Blanco [b] |         |  |
| 3.             | "Follow God"                                                   | Cydel Charles Young Dexter Raymond Mills Jr. Evan Mast Vindver Gene Thornton Gwin Jeffrey LaValley West Rennard East Terrence Thornton   | West BoogzDaBeast Xcelence                                                    | 1:45    |  |
| 4.             | "Closed on Sunday"                                             | Angel Lopez Brian Miller Chango Farias Gomez Vindver G. Thornton West Rennard East T. Thornton Timothy Mosley Victory Elyse Boyd         | West Miller Vindver Lopez Timbaland                                           | 2:32    |  |
| 5.             | "On God"                                                       | Young Vindver Gwin Jordan Timothy Jenks West Michael Cerda                                                                               | West BoogzDaBeast Michael Cerda Pi'erre Bourne [a] Vindver [b]                | 2:16    |  |
| 6.             | "Everything We Need" (featuring Ty Dolla Sign and Ant Clemons) | Anthony Clemons Bradford Lewis Young Vindver Isaac DeBoni Gwin West Michael Mule Mike Dean Ronald Spence Jr. Tyrone William Griffin, Jr. | West Ronny J FNZ Vindver [a] BoogzDaBeast [a] Dean [b]                        | 1:56    |  |
| 7.             | "Water" (feat. Ant Clemons)                                    | Alexander Nelson Klein Angel Lopez Clemons Bruce Haack Vindver Gwin West Mosley Boyd                                                     | West BoogzDaBeast Vindver [a] Lopez [a] Timbaland [a]                         | 2:48    |  |
| 8.             | "God Is"                                                       | Lopez Vindver West Robert Fryson Timothy Lee Mckenzie Boyd Warryn Campbell                                                               | West Campbell Labrinth Vindver [a] Lopez [a]                                  | 3:23    |  |
| 9.             | "Hands On" (feat. Fred Hammond)                                | Butts Lopez Vindver Fred Hammond West Mosley                                                                                             | West Vindver Lopez Timbaland                                                  | 3:23    |  |
| 10.            | "Use This Gospel" (feat. Clipsee Kenny G)                      | Lopez Derek Watkins Vindver G. Thornton Gwin Jenks West Kenneth Bruce Gorelick East T. Thornton Mosley                                   | West Vindver Lopez Timbaland DrtWrk Bourne [a] BoogzDaBeast [a]               | 3:34    |  |
| 11.            | "Jesus Is Lord"                                                | Lopez Miller Claude Léveilée Vindver West Mosley                                                                                         | West Miller Vindver Lopez Timbaland                                           | 0:49    |  |
| Duração total: | Duração total:                                                 | Duração total: | Duração total:                                                                | 27:04   |  |